# Dolf Rami
Dolf Rami (* 1977 in Leoben, geboren als Adolf Rami) ist ein österreichischer Philosoph und Professor für Metaphysik und Philosophie der Logik an der Ruhr-Universität Bochum.

## Akademischer Werdegang
Dolf Rami studierte von 1996 bis 2001 an der Karl-Franzens-Universität in Graz Philosophie, Sprachwissenschaft und Geschichte. Er schloss dieses Studium mit dem Magister der Philosophie und einer Arbeit zu „Wittgensteins Paradoxon des Verstehens/der Bedeutung“ 2000 ab. Von 2001 bis 2003 absolvierte er ein „Post-Graduate Year in Philosophy“ am Institut für Logik und Wissenschaftstheorie und Logik der Ludwig-Maximilians-Universität in München und studierte dort auch Theoretische Linguistik. Von 2003 bis 2006 war er als wissenschaftlicher Mitarbeiter am Lehrstuhl für Theoretische Philosophie an der Technischen Universität Dresden tätig und promovierte dort mit der Arbeit „Die Grenzen des Wahrheitsdeflationismus“ in Philosophie. Im Anschluss daran war er von 2006 bis 2016 als wissenschaftlicher Mitarbeiter am Lehrstuhl für Theoretische Philosophie der Georg-August-Universität in Göttingen tätig. In diesem Zusammenhang verbrachte er auch zwei Jahre als Visiting Research Scholar am King’s College London mit einem Feodor-Lynen Stipendium der Alexander-von-Humboldt-Stiftung von 2010 bis 2012. In Göttingen habilitierte er sich in Philosophie mit der Arbeit „Names in Context. A investagation into the semantics and pragmatics of proper names“ 2015 und erhielt die Venia Legendi in Philosophie. Er vertrat von 2016 bis 2019 den Lehrstuhl für Theoretische Philosophie der Georg-August-Universität Göttingen. 2019 wurde er mit einer Heisenberg-Professur der Deutschen Forschungsgemeinschaft an das Institut für Philosophie I an die Ruhr-Universität Bochum zum Professor der Metaphysik und Philosophie der Logik berufen.

## Forschungsschwerpunkte
Dolf Rami forscht schwerpunktmäßig an der Schnittstelle der folgenden philosophischen Teildisziplinen: Philosophie der Logik und Sprache, Metaphysik und Logik.
Er hat sich vertieft mit Wittgensteins, Russells und Freges Philosophie der Logik und Sprache, deflationären Wahrheitskonzeptionen, philosophischen und linguistischen Konzeptionen von Eigennamen und philosophischen Konzeptionen der Existenz auseinandergesetzt.

## Veröffentlichungen

### Monographien
- Names and Context: A use-sensitive philosophical account. London: Bloomsbury, 2022.[5]
- Existenz und Anzahl. Eine kritische Untersuchung zu Freges Konzeption der Existenz. Paderborn: mentis, 2018.[6]
- Wahrheit und Deflation. Eine kritische Untersuchung deflationärer Wahrheitskonzeptionen. Paderborn: mentis, 2009.[7]

### Herausgeberschaft (Auswahl)
- Gottlob Frege: Ausgewählte Schriften zur Philosophie der Logik und der Sprache, (ediert und eingeleitet), Göttingen: UTB/Vandenhoeck & Ruprecht, 2021.[8]
- Truth and Truth-Making (zusammen mit E. J. Lowe), Stocksfield: Acumen, 2009.[9]

### Aufsätze (Auswahl)
- Notions of Existence in Frege. Journal of the History of Analytic Philosophy, 9(8), 2021.[10]
- Single-domain free logic and the problem of compositionality. Synthese 198, 9479–9523, 2021.[11]
- Names and their kind of rigidity, in: Erkenntnis. 84, 257–282, 2019.[12]
- Drei Varianten des Paradoxons der Nicht-Existenz. Deutsche Zeitschrift für Philosophie, 65(4): 657–689, 2017.[13]
- Imagination, psychologistic semantics, and the paradox of fictional names. (zusammen mit Thomas Ede Zimmermann), Theoretical Linguistics, 43(1-2), 71-80, 2017.[14]
- The multiple uses of proper nouns. Erkenntnis. 80, 405–432, 2015.[15]
- Van Inwagen’s argument for the existence of fictional characters. An evaluation and critique. Metaphysica, 16, 73-95, 2015.[16]
- Existence as a property of individuals. Erkenntnis, 79, 503-523, 2014.[17]
- On the unification argument for the predicate view on proper names, Synthese, 191, 841-862, 2014.[18]
- The use-conditional indexical conception of names. Philosophical Studies, 168, 119-150, 2014.[19]
- Wittgenstein über Bedeutung und Gebrauch. Wittgenstein Jahrbuch, 3, 2003/2006, 67-91, 2006.[20]
- Über die sogenannte Normativität der Bedeutung. Grazer Philosophische Studien, 68, 81-117, 2004.[21]
- Wittgensteins Paradoxon des Verstehens. Zeitschrift für Philosophische Forschung, 56, 52-70, 2002.[22]